# چارلز ام. کونراد
چارلز ام. کونراد (به انگلیسی: Charles M. Conrad) سناتور سابق عضو حزب ویگ بود. وی در سال ۱۸۴۲ تا ۱۸۴۳ میلادی سناتور ایالت لوئیزیانا در سنای ایالات متحده آمریکا بود.